# Herbert Steiner
Herbert Steiner (* 3. Februar 1923 in Wien; † 26. Mai 2001 ebenda) war ein österreichischer Historiker. Er war Mitgründer und langjähriger wissenschaftlicher Leiter des Dokumentationsarchivs des österreichischen Widerstandes (DÖW). Außerdem war er an der Gründung der Internationalen Tagung der Historiker der Arbeiterbewegung (ITH) beteiligt.

## Leben
Herbert Steiner wurde 1923 als Sohn assimilierter jüdisch-österreichischer Eltern im 9. Wiener Gemeindebezirk (Alsergrund) geboren wo er in die Schubert-Realschule (heute Erich Fried Realgymnasium) ging. Er wuchs in einer sozialdemokratischen Umgebung auf; sein aus Slawonien stammender Vater engagierte sich im Republikanischen Schutzbund. Zunächst Mitglied der sozialdemokratischen Kinderfreunde, kam Steiner später zu den Roten Falken. 1937 wurde er Mitglied des sich in der Illegalität befindlichen Kommunistischen Jugendverbandes Österreichs (KJV). Noch als Realschüler beteiligte er sich an antifaschistischer Arbeit.
Ab 1933 besuchte er das Gymnasium Wien IX. Nach dem „Anschluss“ Österreichs (März 1938) durch das nationalsozialistische Deutsche Reich wurde er als Jude der Schule verwiesen. Im November 1938 wurde er vor einer drohenden Verhaftung gewarnt und flüchtete sodann über die Niederlande in das Vereinigte Königreich, wo er im Jugendlager Dovercourtbay Camp unterkam. Seine Eltern Heinrich und Valerie Steiner, die sich zwischenzeitlich vergeblich um eine Ausreise bemühten, 1941 in ein „Judenhaus“ gezwungen und 1942 in Richtung besetztes Riga deportiert wurden, starben auf dem Transport (Vater 1942) bzw. wurden im KZ Stutthof östlich von Danzig (Mutter 1944) ermordet.
In einer Londoner Großdruckerei absolvierte er zwischen 1939 und 1942 eine Ausbildung zum Schriftsetzer und Korrektor und wurde Mitglied der London Society of Compositors. 1940 erfolgte wegen seiner Staatsbürgerschaft eine kurze Internierung im Hutchinson Camp auf der Isle of Man. Ab 1941 war Steiner Sekretär bei der kommunistisch beeinflussten Exil-Jugendorganisation Young Austria in Great Britain. Er wurde Verlagsleiter des Exiljugendverlages Jugend voran (genannt „Publishers for Young Austria and the Austrian World Youth Movement“), der u. a. eine Anthologie von Erich Fried veröffentlichte, und arbeitete ab 1943 für deutsch- und englischsprachige Publikationsorgane. Außerdem wurde er Sprecher einer österreichischen Jugendsendung der BBC. 1945 war er an der Gründung des Weltbundes der Demokratischen Jugend (WBDJ) beteiligt. Steiner begegnete während seiner Zeit in England vielen deutschsprachigen Exilanten, u. a. dem Historiker Hans Rothfels, der ihn in seiner Studienwahl inspirierte.
Nach dem Krieg kehrte Steiner im Oktober 1945 nach Österreich zurück und wurde dort von 1946 bis 1952 gemeinsam mit Otto Brichacek Bundessekretär der Freien Österreichischen Jugend (FÖJ). Außerdem begründete er den Österreichischen Jugendherbergsverband, dessen Vizepräsident er wurde. Von 1953 bis 1959 war er Bezirkssekretär der KPÖ in Meidling.
1958 nahm er ein Fernstudium in Geschichte an der Karls-Universität Prag auf, das er als  Kandidat der Wissenschaften (CSc) beendete. Durch die Universität Wien wurde sein Doktorat (Dr. phil.) 1971 nostrifiziert. 1963 gründete er mit ehemaligen Widerstandskämpfern und Opfern des Nationalsozialismus das überparteiliche Dokumentationsarchiv des österreichischen Widerstandes (DÖW), dessen wissenschaftliche Leitung er bis 1983 übernahm; sein Nachfolger wurde Wolfgang Neugebauer. 1982 folgte die Habilitation an der Universität Wien und die gleichzeitige Lehrbefugnis für neuere Geschichte, er betreute mehrere Dissertationen.
1964 begründete er die Internationale Tagung der Historiker der Arbeiterbewegung (ITH), deren Schatzmeister er wurde. Zwischen 1965 und 1968 war Steiner ehrenamtlicher Sekretär der Historischen Kommission beim Zentralkomitee der KPÖ. Nach dem Prager Frühling gab er sein Amt ab. Die Tschechoslowakei verbot ihm von 1968 bis 1989 die Einreise. 1972 begründete er die Freundschaftsgesellschaft Österreich-Koreanische Demokratische Volksrepublik (KVDR), die einen Staatsbesuch Bruno Kreiskys in Nordkorea organisierte. Er wurde Projektmitglied der „Geschichte der Arbeiterbewegung“ des Wissenschaftsministeriums. Steiner war ab 1988 Präsident der Jura Soyfer-Gesellschaft (JSG). Aufgrund seiner Initiative wurde 1991 der Käthe-Leichter-Preis als Österreichischer Staatspreis begonnen. Vorträge und Konferenzen führten ihn in die USA, nach China und Japan.
Er war verheiratet und Vater von zwei Kindern. Seine Frau kam 1939 mit einem Kindertransport nach England. Der Nachlass Steiners befindet sich im Dokumentationsarchiv des Österreichischen Widerstandes und in der Wienbibliothek im Rathaus.

## Auszeichnungen / Ehrungen
- 1958: Theodor-Körner-Preis
- 1961: Theodor-Körner-Preis
- 1964: Verleihung des Berufstitels Professor
- 1979: Bundesverdienstkreuz I. Klasse
- 1987: Preis der Stadt Wien für Volksbildung
- 1993: Goldenes Ehrenzeichen für Verdienste um das Land Wien
- 2004: Auslobung des Herbert-Steiner-Preises durch das Dokumentationsarchiv des Österreichischen Widerstandes und die International Conference of Labour and Social History

## Schriften (Auswahl)
- Wohin führt dein Weg? Der jungen Österreicher im Ausland und in der Heimat. Young Austria, London [1945], DNB 99290191X (Im Lesesaal der DNB in Leipzig und in Frankfurt am Main online verfügbar).
- Zum Tode verurteilt. Österreicher gegen Hitler. Eine Dokumentation. Mit einem Vorwort von Friedrich Heer, Europa Verlag, Wien u. a. 1964.
- Die Arbeiterbewegung Österreichs 1867–1889. Beiträge zu ihrer Geschichte von der Gründung der Wiener Arbeiterbildungsvereins bis zum Einigungparteitag in Hainfeld (= Veröffentlichungen der Arbeitsgemeinschaft für Geschichte der Arbeiterbewegung in Österreich. Band 2). Europa Verlag, Wien 1964.
- als Herausgeber: Gestorben für Österreich. Widerstand gegen Hitler (= Österreichprofile). Europa-Verlag, Wien u. a. 1968.
- Die Kommunistische Partei Österreichs von 1918 bis 1933. Bibliograph. Bemerkungen (= Marburger Abhandlungen zur politischen Wissenschaft. Band 11). Europa Verlag, Wien 1968.
- Die Gebrüder Scheu. Eine Biographie (= Veröffentlichungen der Arbeitsgemeinschaft für Geschichte der Arbeiterbewegung in Österreich. Band 5). Europa Verlag, Wien 1968.
- Karl Marx in Wien. Die Arbeiterbewegung zwischen Revolution und Restauration 1848. Europa Verlag, Wien u. a. 1978, ISBN 3-203-50665-3.
- Gestorben für Österreich. [Widerstand gegen Hitler. Eine Dokumentation]. Löcker, Wien 1995, ISBN 3-85409-243-1.
- als Herausgeber: Käthe Leichter. Leben, Werk und Sterben einer österreichischen Sozialdemokratin. Ibera / Molden, Wien 1997, ISBN 3-900436-28-2.